# روي د. مور
روي د. مور (بالإنجليزية: Roy D. Moore)‏ هو مدير فني أمريكي، ولد في 8 يونيو 1921 في تشارلوت في الولايات المتحدة، وتوفي في 12 مايو 2014.